# Ronald Roberts (nuotatore)
Ronald Nathan Roberts (11 dicembre 1922 – 19 giugno 2012) è stato un nuotatore britannico.
Ha partecipato ai Giochi di Helsinki 1952 e di Melbourne 1956, gareggiando nei 100m sl, ed anche, ma solo nel torneo del 1956, nella Staffetta 4x200m sl.
È arrivato quarto nella staffetta freestyle 4×220 yard dei Giochi del Commonwealth del 1954 (con Haydn Rigby, Peter Head e Donald Bland) e quarto nella Staffetta mista 3×110 yard (con Haydn Rigby e il non olimpionico Peter Jervis), sempre nell'edizione del 1954.